# لئویک خاچاطریان
لئویک مانوکی خاچاطریان (ارمنی: Լևիկ Մանուկի Խաչատրյան؛ زادهٔ ۱۰ ژانویهٔ ۱۹۵۸) یک سیاستمدار اهل ارمنستان است که از تاریخ ۱۹۹۵ تا تاریخ ۱۹۹۹ سمت نمایندگی دوره اول مجلس ملی جمهوری ارمنستان را برعهده داشت.

## زندگی‌نامه
در ۱۰ ژانویهٔ ۱۹۵۸ در کاساخ ‏به دنیا آمد و از دانشگاه ملی علوم کشاورزی ارمنستان فارغ‌التحصیل شد. 